# Braunschweigische Reimchronik
Die Braunschweigische Reimchronik, auch „Braunschweiger Reimchronik“ genannt, ist eine Ende des 13. Jahrhunderts entstandene Darstellung der Geschichte des sächsischen Herrscherhauses. Der Verfasser nutzte für diese Chronik die im Mittelalter in Westeuropa verbreitete Form der Reimchronik.

## Autor
Der Autor der Braunschweigischen Reimchronik ist unbekannt. Vermutlich wurde das Werk von einem Braunschweiger Kleriker aus dem Umkreis der Braunschweigisch-Lüneburgischen Herzöge im Zeitraum zwischen 1279 und 1292 verfasst. Ein Anhang reicht bis zum Jahre 1298.

## Inhalt
In 9339 Versen wird die Geschichte des sächsischen Herrscherhauses von Widukind über die Brunonen und Heinrich den Löwen bis zu Herzog Albrecht I. († 1279) erzählt. Beschrieben sind auch Einzelheiten der Braunschweiger Stadtgeschichte und des staufisch-welfischen Thronstreits.